# Oratorio del Nome di Gesù
L'oratorio del Nome di Gesù è una piccola chiesa di Siena situata in via Comune. L'oratorio appartiene alla Nobile Contrada del Bruco.

## Storia
In base a quanto risulta dal libro delle deliberazioni della Nobile Contrada dell'Oca, il 3 maggio 1667 fu stabilito un contributo di mattoni "per soccorrere la Contrada del Bruco che trovavasi in bisogno di materiali per la erezione della Loro Chiesa". In considerazione anche dello stile barocco della costruzione è probabile che l'oratorio sia stato costruito a partire tra il 1665 e il 1670 circa e terminato pochi anni dopo. Meno probabile è la tesi, sostenuta dallo storico senese Assunto Moretti che pubblico' nel 1906 un resoconto sulle vicende storiche della Nobile Contrada del Bruco, secondo la quale i mattoni fossero invece destinati ad alcuni lavori di ristrutturazione dell'Oratorio già esistente. Moretti baso' la sua tesi su un documento conservato presso la Biblioteca Comunale di Siena in cui risulta che l'Oratorio della Contrada del Bruco sia stato edificato negli anni intorno al 1535. Anche lo storico Aldo Cairola sostiene che l'Oratorio sia stato costruito nel 1538, senza tuttavia citare alcuna fonte. La cosa più probabile è che il documento della Biblioteca si riferisca ad una chiesa preesistente e che l'oratorio risalga invece agli anni 1665-1670 circa, costruita dalla contrada del Bruco stessa al cui interno esisteva una compagnia intitolata al santissimo nome di Gesù.

## Descrizione
Il prospetto dell'oratorio è costituito da una semplice facciata intonacata, con lesene laterali in mattoni, cornice quadrangolare del portale a mattoni in vista, finestra rettangolare e timpano triangolare.
Il piccolo interno barocco, dotato di una sola navata e quattro campate, è decorato alle pareti da due tele di Dionisio Montorselli (Circoncisione di Gesù e Adorazione dei Magi) della seconda metà del XVII secolo e, più avanti, da due tele di Giuseppe Nicola Nasini (Santa Caterina e San Bernardino) dell'inizio del XVIII secolo. L'altare conserva una Madonna col Bambino, detta Madonna della Disciplina Maggiore, attribuita a Luca di Tommè e risalente al 1370 circa. La sacra icona è venerata dai brucaioli come patrona e festeggiata sotto il titolo della Visitazione di Maria SS. a S. Elisabetta.
Nell'attiguo museo della Contrada è esposta una croce dipinta del primo ventennio del XIV secolo, proveniente dalla facciata interna della vicina Porta a Ovile, assai rovinata e attribuita ad un seguace di Duccio di Buoninsegna, il cosiddetto Maestro di San Polo in Rosso.